# Forcipomyia suberis
Forcipomyia suberis är en tvåvingeart som beskrevs av Jean Clastrier 1956.
Forcipomyia suberis ingår i släktet Forcipomyia och familjen svidknott. Inga underarter finns listade i Catalogue of Life.